# Рыпы (Ярославская область)
Рыпы  — деревня Охотинского сельского поселения Мышкинского района Ярославской области.
Деревня стоит на федеральной автомобильной трассе Р104. Она стоит на правом берегу Волги (Рыбинское водохранилище), на правом северном берегу не названного на карте волжского притока. К востоку от деревни в этот ручей отводят воды многочисленные мелиоративные канавы из северо-западной части Красковского болота. В 1 км к востоку от Рыпов, выше по течению этого ручья стоит деревня Ломки. К северу от деревни вниз по Волге и к северу по федеральной трассе стоит деревня Пашково. В противоположном направлении, на другом берегу притока Волги, практически вплотную стоит деревня Володино. Напротив Рыпов в Волге имеется несколько островов, поросших деревьями .
На 1 января 2007 года в деревне числилось 13 постоянных жителей . Почтовое отделение, находящееся в селе Охотино, обслуживает в деревне Рыпы 2 улицы: Радужную (14 домов) и Светлую (6 домов).